# Dasymys nudipes
Dasymys nudipes is een knaagdier uit het geslacht Dasymys dat voorkomt in het Huambo-hoogland van Zuidwest-Angola. Deze soort wordt soms tot D. incomtus gerekend, maar beide soorten komen op sommige locaties in Angola voor. Exemplaren uit de Okavango-delta van onder andere Zuidoost-Angola worden nu tot D. cabrali, niet D. nudipes, gerekend. Inmiddels is de soort gemeld uit Botswana, Namibië en Zambia.
D. nudipes behoort tot de grootste soorten van het geslacht. Daarnaast is het de enige soort met een staart die langer is dan het lichaam. De schedel verschilt sterk van die van andere soorten, maar lijkt nog het meest op die van Dasymys capensis (een soort die door sommige auteurs niet wordt erkend).